# Tsgabu Grmay
Tsgabu Gebremaryan Grmay (25 d'agost de 1991) és un ciclista etíop, professional del 2010 al 2023. S'ha proclamat diferents cops campió nacional tant en ruta com en contrarellotge. Va ser el primer ciclista etíop en participar i finalitzar una gran volta.

## Palmarès
- 2012
  - 1r als Campionats d'Àfrica de ciclisme en contrarellotge sub-23
- 2013
  -  Campió d'Etiòpia en ruta
  -  Campió d'Etiòpia en contrarellotge
  - Vencedor d'una etapa al Tour de Taiwan
- 2014
  -  Campió d'Etiòpia en ruta
  -  Campió d'Etiòpia en contrarellotge
- 2015
  - Campió d'Àfrica de contrarellotge
- 2017
  -  Campió d'Etiòpia en contrarellotge
- 2018
  -  Campió d'Etiòpia en contrarellotge
- 2019
  -  Campió d'Etiòpia en contrarellotge
- 2023
  -  Campió d'Etiòpia en contrarellotge

### Resultats al Giro d'Itàlia
- 2015. 91è de la classificació general

### Resultats a la Volta a Espanya
- 2015. 125è de la classificació general
- 2016. 62è de la classificació general
- 2019. 62è de la classificació general
- 2020. 54è de la classificació general

### Resultats al Tour de França
- 2016. 92è de la classificació general
- 2017. 73è de la classificació general
- 2018. Abandona (2a etapa)